# کامرون دالاس
کامرون دالاس (انگلیسی: Cameron Dallas؛ زادهٔ ۸ سپتامبر ۱۹۹۴) مدل کالوین کلاین، هنرپیشه، شخصیت معروف در واین و خواننده اهل ایالات متحده آمریکا است. علت اصلی شهرت وی کانال یوتیوب وی و واین‌هایش است. دالاس در دو فیلم در سال های ۲۰۱۴ و ۲۰۱۵ بازی کرد؛ اخراج شده و میدان بیرونی.  در سال ۲۰۱۶، کامرون در برنامه ای که براساس زندگی خودش بود در نتفلیکس به نام تعقیب کامرون، بازی کرد که صحنه هایی از آن را در تور خوانندگی خود در اروپا بازنمایی کرد.  در سال ۲۰۲۰ او نقش آرون ساموئلز را در فیلم سینمایی موزیکال دختران با معنی در برادوی در ژانویه به عهده گرفت و سپس در ۸ سپتامبر اولین آلبوم  استودیویی خود را به نام "اسکارلت عزیز" منتشر کرد.